# Ломовское сельское поселение (Белгородская область)
Ло́мовское се́льское поселе́ние — муниципальное образование Корочанского района Белгородской области России.
Административный центр — село Ломово.

## География
Ломовское сельское поселение находится в 17 километрах от города Короча и 26 километров от города Белгород. Поселение находится на южной окраине Среднерусской возвышенности, перепады высот на местности составляют от 140 до 220 метров над уровнем моря.

## История
Ломовское сельское поселение образовано 20 декабря 2004 года в соответствии с Законом Белгородской области № 159.

## Население
| 2010  | 2011  | 2012  | 2013  | 2014  | 2015  | 2016  | 2017  | 2018  |
| ----- | ----- | ----- | ----- | ----- | ----- | ----- | ----- | ----- |
| 1805  | ↘1802 | ↘1801 | ↗1809 | ↗1810 | ↘1807 | ↘1781 | ↘1761 | ↗1763 |
| 2019  | 2020  | 2021  |       |       |       |       |       |       |
| ↘1723 | →1723 | ↗1743 |       |       |       |       |       |       |

## Состав сельского поселения
В состав сельского поселения входят 5 населённых пунктов:
| № | Населённый пункт | Тип населённого пункта       | Население |
| - | ---------------- | ---------------------------- | --------- |
| 1 | Гремячье         | село                         | ↗509      |
| 2 | Ломово           | село, административный центр | ↘904      |
| 3 | Песчаное         | хутор                        | ↘60       |
| 4 | Полянское        | хутор                        | ↗77       |
| 5 | Хрящевое         | хутор                        | ↗255      |